# Positive Alternatives to Homosexuality
Positive Alternatives to Homosexuality (P.A.T.H.) ist ein Zusammenschluss von überwiegend US-amerikanischen Gruppierungen, die es sich zum Ziel gesetzt haben, als Alternative zu einem „homosexuellen Lebensstil“ ihre Vorstellung von Keuschheit anzubieten, bei der die sexuelle Betätigung innerhalb einer monogamen, gleichgeschlechtlichen Partnerschaft dennoch als unkeusch gilt. Bei Fachärzten und Fachverbänden steht die Zielsetzung der Gruppierung in der Kritik.

## Mitglieder
In P.A.T.H. haben sich im Juli 2003 verschiedene Gruppen und Organisationen zumeist christlichen, aber auch jüdischen und nichtreligiösen Hintergrunds zusammengeschlossen. Zu den Mitgliedern gehören bzw. gehörten:
- Courage International (römisch-katholisch)
- Deutsches Institut für Jugend und Gesellschaft (ein Arbeitsbereich der Offensive Junger Christen)
- Evergreen International (mormonisch)
- Exodus International (Gründungsmitglied, 2007 ausgetreten und 2013 aufgelöst)[3]
- Homosexuals Anonymous
- International Healing Foundation (IHF)
- Jews Offering New Alternatives to Homosexuality (JONAH; 2015 wegen betrügerischer und sittenwidriger Geschäftspraktiken zu hohen Schadensersatzzahlungen an die Opfer der von der Organisation angebotenen „Therapien“ verurteilt und auf gerichtliche Anweisung aufgelöst[4])
- National Association for Research and Therapy of Homosexuality (NARTH)
- OneByOne (presbyterianisch)
- People can change
- PFOX: Parents and Friends of Gays and Ex-Gays
- Powerful Change Ministry Group (christlich, afroamerikanisch)
- Reality Resources

## Ziele
Erklärte Ziele aller P.A.T.H.-Mitgliedsorganisationen sind, dass Menschen selbstbestimmt über ihr Sexualverhalten entscheiden können und dass solchen Entscheidungen mit Respekt und Toleranz begegnet wird.
Einige P.A.T.H.-Mitgliedsorganisationen befürworten darüber hinaus eine Veränderung der sexuellen Orientierung durch religiöse Gruppenarbeit oder reparative Therapien. Andere halten die Möglichkeit einer Veränderung für unwahrscheinlich und wollen ihre Mitglieder stattdessen auf dem Weg zu einem sexuell enthaltsamen Leben unterstützen. Wer keine Veränderung will und einen homosexuellen Lebensstil leben will, gehört nicht zum Zielpublikum der Organisationen.
Typische Öffentlichkeitsarbeit von P.A.T.H. fordert Verständnis und Akzeptanz für solche bisherige Schwule und Lesben, die Veränderungswilligkeit demonstrieren, und wirbt gleichzeitig für die Veränderungsangebote ihrer Mitgliedsorganisationen.

## Kritik
Die Wirksamkeit von reparativen Therapien, die P.A.T.H. und ihre Mitgliedsorganisationen befürworten, wird von den international führenden psychologischen Fachverbänden verneint. Darüber hinaus weisen sie auf mögliche Schäden solcher Behandlungen für die psychische Gesundheit hin.
Auch Organisationen der Lesben- und Schwulenbewegung kritisieren regelmäßig P.A.T.H. und ihre Mitgliedsorganisationen.